# أيوم (اسم)
أُيُوْم هو اسم علم مذكر من أصل عربي، ومعناه هو نوع من الحيَّات.